# Língua hadza

## Falantes
Os hadzas são parcialmente caçadores coletores, apesar dos esforços feitos para assentá-los. Mesmo com pouquíssimos falantes, o uso da língua é bem forte, as crianças ainda aprendem hadza. Porém, com a recente erradicação das moscas “tsetse”, as terras onde viviam os hadzas vêm sendo gradativamente ocupadas por criadores de gado, queima de madeira para carvão, caçadores esportivos e fazendeiros, que faz com que os hadzas venha perdendo sua terra, florestas, água e comida.

## Características
É uma das três únicas línguas na África Oriental com consoantes de cliques. Apesar do pequeno número de falantes, o uso da língua é vigoroso, com a maioria das crianças aprendendo, mas a UNESCO classifica a língua como vulnerável à extinção.
Hadza sempre tem sido classificada como pertencente ao grupo das línguas coissãs, junto com sua vizinha língua sandawe pelo fato das duas línguas apresentarem cliques nas consoantes. Porém, o hadza apresenta muito poucos cognatos tanto com sandawe, como com as diversas línguas coissãs e os poucos verificados são duvidosos. As ligações com sandawe, por exemplo, parecem ser apenas de palavras vindas do cuchítico e as ligações com as demais línguas da África Meridional são poucas e de fraca significância.Ex.; o uso de sílabas comuns do tipo C+V, o que pode ser uma simples coincidência e outros cognatos espúrios, vindos talvez da língua “oropom”.

## Outros nomes
Hatsa, Hadzapi, Hadzabi, Kindiga, Tindiga, Wakindiga, Kangeju; Um desses nomes,'Tindiga', vem da língua sauíle watindiga 'gente do capim do pântano' (da grande nascente em Mangola) e kitindiga (língua do mesmo). 'Kindiga' é aparentemente uma forma do mesmo de uma das línguas Bantas locais, presumivelmente do Isanzu. 'Kangeju' (pronuncia-se 'Kangeyu) é um nome alemão obsoleto de origem obscura. 'Wahi' (pronuncia-se 'Vahi) é a grafia alemã do nome do Sukuma para os Hadza a oeste do lago, ou talvez um clã Sukuma que traça sua ascendência até os Hadza.

## Hadza e origens da linguagem
Em 2003 a imprensa mundial veiculou teorias de Alec Knight e Joanna Mountain da Universidade de Stanford no sentido de que as linguagens humanas mais primitivas apresentavam cliques. As evidências seriam genéticas: as Línguas “Ju/’hoan” e “Hadza” tem uma “DNA mitocondrial” mais divergente dentre todas as línguas humanas, o que colocaria esses dois idiomas entre os mais antigos e mais primitivos, cujos falantes teriam dado origem a todas as famílias lingüísticas. Assim, as três primeiras divisões das línguas humanas seriam Hadzabe, Juǀʼhoansi e derivadas, e, então todas as demais. Desse modo, se dois desses grupos têm cliques nos seus idiomas, o terceiro grupo e o ancestral único (portanto, todas as línguas do mundo) também teriam “nascido” com cliques;
Porém essas teorias tiverem seus opositores por certas razões:
- Ambas línguas parecem ter se mantido intactas desde os primórdios da humanidade, sem desvios significativos.
- Nenhuma das duas adquiriu cliques de outras por Sprachbund, como ocorreu com o xosa e com o sesotho;
- Nenhum dos ancestrais dos juǀʼhoansi ou dos hadzabe desenvolveram cliques de forma independente.

O próprio Alec Knight sugeriu certas vantagens para os cliques da linguagem. Quando caçando, os juǀʼhoansi informavam não usar sua linguagem do dia a dia, pois isso poderia espantar as presas. Nas caçadas se comunicavam por gestos e pelos cliques. Os hadzabe são, porém, caçadores geralmente solitários, o que contrariaria o uso dos cliques. Se Knight estivesse correto e os cliques provessem vantagens aos caçadores das savanas, seria insustentável acreditar que somente eles, os juǀʼhoansi e os hadzabe, usassem essa comunicação nessas regiões. Como, ao longo de dezenas de milhares de anos, os cliques não teriam se espalhado por áreas bem maiores. Porém, os hadza têm a maioria da aplicação dos cliques no seu vocabulário ligado às atividades de caça e nomes de animais.

## Fonologia

### Tons
Não se sabe ao certo se hadza apresenta ou não “tons” léxicos. Pode  haver um sistema de tonicidade, mas esses detalhes ainda requerem mais estudos.

### Vogais
Hadza tem as cinco vogais [i e a o u]. Podem ocorrer vogais longas como [ɦ] no caso de [kʰaɦa] ou [kʰaː] para “pular” sobre uma vogal “nasal”, embora isso seja pouco comum. As vogais podem ser nasalizadas diante de cliques nasais fracos.

### Consoantes
|                        |                                | Labial | Dental / Alveolar | Dental / Alveolar | Dental / Alveolar | Palatal / Palato-Alveolar | Palatal / Palato-Alveolar | Velar | Velar | Glotal |
| Central sibilante      | Central plena                  | Labial | Lateral           | Central sibilante | Lateral           | Plena                     | Labialização              |       |       | Glotal |
| ---------------------- | ------------------------------ | ------ | ----------------- | ----------------- | ----------------- | ------------------------- | ------------------------- | ----- | ----- | ------ |
| Clique                 | Aspirada                       |        | kǀʰ               | kǃʰ               |                   |                           | kǁʰ                       |       |       |        |
| Clique                 | Tênue                          |        | kǀ                | kǃ                |                   |                           | kǁ                        |       |       |        |
| Clique                 | Nasal                          |        | ŋǀ                | ŋǃ                |                   |                           | ŋǁ                        |       |       |        |
| Clique                 | muda (fraca) glotalizada nasal | (ŋ̊ʘʔ)  | ŋ̊ǀʔ               | ŋ̊ǃʔ               |                   |                           | ŋ̊ǁʔ                       |       |       |        |
| Plosiva and Africativa | Aspirada                       | pʰ     | tsʰ               | tʰ                |                   | tʃʰ                       | cʎ̥ʰ                       | kʰ    | kʷʰ   |        |
| Plosiva and Africativa | Tênue                          | p      | ts                | t                 |                   | tʃ                        | cʎ̥                        | k     | kʷ    | ʔ      |
| Plosiva and Africativa | Forte vocal                    | b      | dz                | d                 |                   | dʒ                        |                           | ɡ     | ɡʷ    |        |
| Plosiva and Africativa | Ejetiva                        | (pʼ)   | tsʼ               |                   |                   | tʃʼ                       | cʎ̥ʼ                       | kxʼ   | kxʷʼ  |        |
| Plosiva and Africativa | Aspirada pre-nasalizada        | mpʰ    | ntsʰ              | ntʰ               |                   |                           |                           | ŋkʰ   |       |        |
| Plosiva and Africativa | Vocal prenasalizada            | mb     | ndz               | nd                |                   | ɲdʒ                       |                           | ŋɡ    | ŋɡʷ   |        |
| Nasal                  | Nasal                          | m      |                   | n                 |                   | ɲ                         |                           | ŋ     | ŋʷ    |        |
| Fricativa              | Fricativa                      | f      | s                 |                   | ɬ                 | ʃ                         |                           |       |       |        |
| Aproximante            | Aproximante                    |        |                   | ɾ ~ l             | ɾ ~ l             | j                         |                           |       | w     | ɦ      |

Nota: a labial ejetiva /pʼ/ é encontrada em pouquíssimas palavras. A clique labial /ŋ̊ʘʔ/ existe numa única palavra e se alterna com /ŋ̊ǀʔ/. A lateral /l/ aparece como a flap [ɾ] quase sempre entre vogais.

## Gramática
Hadza é uma língua com  marcação de núcleo (gramática) em ambas as orações e frases nominais. Ordem das palavras é flexível; a ordem constituinte padrão é VSO, embora VOS e fronting para SVO sejam muito comuns. A ordem do determinante, substantivo e atributivo também varia, embora com consequências morfológicas. Há concordância de número e gênero em ambos os atributivos (para substantivos principais) e verbos (para sujeitos).
Uma língua é head-marking se as marcas gramaticais que mostram concordância entre as diferentes palavras de uma frase tendem a ser colocadas nas cabeças (ou núcleos) das frases, e não nos modificadores ou dependentes.:
A reduplicação da sílaba inicial de uma palavra, geralmente com acento tônico e vogal longa, é usada para indicar 'apenas' (significando 'meramente' ou 'somente') e é bastante comum. Ocorre tanto em substantivos quanto em verbos, e a reduplicação pode ser usada para enfatizar outras coisas, como o sufixo habitual -he- ou o infixo pluracional kV.

### Substantivos e pronomes
Os substantivos têm gênero gramatical (masculino e feminino) e número (singular e plural). Eles são marcados por sufixos da seguinte forma:
|   | sg. | pl   |
| - | --- | ---- |
| m |     | -bii |
| f | -ko | -bee |

O plural feminino é usado para gênero natural misto, como em Hazabee 'o Hadza'. Para muitos animais, o singular gramatical é transnumérico, como em inglês: dongoko 'zebra' (um ou um grupo). O plural masculino pode desencadear harmonia vocálica: dongobee 'zebras' (um número individualizado), dungubii 'zebra bucks'. Um par de termos de parentesco e o sufixo diminuto -nakwe levam -te no m.sg., que de outra forma não é marcado.
Gênero é usado metaforicamente, com palavras normalmente femininas tornadas masculinas se forem notavelmente finas, e palavras normalmente masculinas feitas femininas se forem notavelmente redondas. O gênero também distingue coisas como videiras (m) e seus tubérculos (f), ou árvores frutíferas (f) e suas bagas (m). Substantivos de massa tendem a ser gramaticalmente plurais, como atibii 'água' (cf. ati 'chuva', atiko 'uma nascente').
Os nomes relacionados com animais mortos não seguem esse padrão. Chamar a atenção para uma zebra morta, por exemplo, usa a forma hantayii (masculino hantayee, plural (raro) hantayetee e hantayitchii). Isso ocorre porque essas formas não são substantivos, mas verbos imperativos; a morfologia é mais clara no plural imperativo, quando se dirige a mais de uma pessoa: hantatate, hantâte, hantayetate, hantayitchate (substitua -si por -te final quando se dirige apenas a homens; veja abaixo para os sufixos de objeto verbal -ta-, -a-, -eta-, -itcha-).

#### Verbo de ligação
As formas dos substantivos -pe e -pi frequentemente vistas na literatura antropológica (na verdade -phee e -phii) são de ligação: dongophee 'eles são zebras'. Os sufixos copulares distinguem o gênero em todas as pessoas, bem como clusividade na 1ª pessoa. Eles são:
|      | m.sg. | f.sg. | f.pl.   | m.pl    |
| ---- | ----- | ----- | ------- | ------- |
| 1.ex | -nee  | -neko | -'ophee | -'uphii |
| 1.in | -nee  | -neko | -bebee  | -bibii  |
| 2    | -tee  | -teko | -tetee  | -titii  |
| 3    | -a    | -ako  | -phee   | -phii   |

Formas com vogais altas (i, u) tendem a elevar as vogais médias precedentes para altas, assim como -bii. A cópula 3.sg tende a soar como um -ya(ko) ou -wa(ko) depois de vogais altas e muitas vezes médias: /oa, ea/ ≈ [owa, eja], e transcrições com w e y são comuns na literatura.

#### Pronomes
Os pronomes pessoais e demonstrativos são:
|               | m.sg.   | f.sg.     | f.pl.      | m.pl       |
| ------------- | ------- | --------- | ---------- | ---------- |
| 1a. exclusiva | ono     | onoko     | ôbee       | ûbii       |
| 1a. inclusiva | ono     | onoko     | onebee     | unibii     |
| 2             | the     | theko     | ethebee    | ithibii    |
| 3.proximal    | hama    | hako      | habee      | habii      |
| 3.apresetada  | bami    | bôko      | bee        | bii        |
| 3.distanciall | naha    | nâko      | nâbee      | nâbii      |
| 3.invisível   | himiggê | himiggîko | himiggêbee | himiggîbii |

Existem alguns pronomes de 3ª pessoa adicionais, incluindo algumas formas compostas. Advérbios são formados a partir das formas de 3ª pessoa adicionando locativo -na: hamana 'aqui', beena 'lá', naná 'ali', himiggêna  'dentro/atrás'.

### Verbos e adjetivos
Um infixo kV}}, onde V é uma vogal de eco, ocorre após a primeira sílaba dos verbos para indicar pluracionalidade.
A cópula foi coberta acima. Hadza tem vários verbo auxiliars: sequencial ka- e iya- ~ ya- 'e então', negativo akhwa- 'não', e subjuntivo i-. Suas flexões podem ser irregulares ou ter terminações flexionais diferentes das dos verbos lexicais, que são  os seguintes:
|         | anterior/ não-passado | potencial<br /condicional | verídico] condicional | imperativo/ hortativo | purposivo (subjunctivo) |        |
| ------- | --------------------- | ------------------------- | --------------------- | --------------------- | ----------------------- | ------ |
| 1sg     | -ˆta                  | -naa                      | -nee                  | -nikwi                |                         | -na    |
| 1.excl  | -'ota                 | -'aa                      | -'ee                  | -'ukwi                |                         | -ya    |
| 1.incl  | -bita                 | -baa                      | -bee                  | -bikwi                | (use 2pl)               | -ba    |
| 2sg     | -tita ~ -ita          | -taa                      | -tee                  | -tikwi                | -'V                     | -ta    |
| 2fem.pl | -(e)têta              | -(e)tea                   | -etee                 | -ˆtîkwi               | -(ˆ)te                  | -(ˆ)te |
| 2mas.pl | -(i)tîta              | -(i)tia                   | -itii                 | -ˆtîkwi               | -(ˆ)si                  | -(ˆ)si |
| 3mas.sg | -eya                  | -amo                      | -heso                 | -kwiso                | -ka                     | -so    |
| 3fem.sg | -ako                  | -akwa                     | -heko                 | -kwiko                | -kota                   | -ko    |
| 3fem.pl | -ephee                | -ame                      | -hese                 | -kwise                | -keta                   | -se    |
| 3mas.pl | -iphii                | -ami                      | -hisi                 | -kwisi                | -kitcha                 | -si    |

As funções do anterior e do posterior diferem entre os auxiliares; com verbos lexicais, eles são não passados e passados. As condicionais potenciais e verídicas refletem o grau de certeza de que algo teria ocorrido. 1sg.npst -ˆta e algumas outras formas alongam a vogal precedente. As formas 1.ex além de -ya começam com uma oclusiva glotal. O imp.sg é uma oclusiva glotal seguida por uma vogal de eco.
As formas habituais levam -he, que tende a se reduzir a uma vogal longa, antes dessas desinências. Em alguns verbos, o habitual tornou-se lexicalizado (marcando as formas 3.post com oclusiva glotal), e assim um habitual real leva um segundo -he. Vários modos de aspecto/tempo compostos ocorrem dobrando-se as terminações flexionais. Existem várias inflexões adicionais que não foram trabalhadas.
As terminações flexionais são clíticos e podem ocorrer em um advérbio antes do verbo, deixando um radical verbal nu (raiz do verbo mais sufixos de objeto).

#### Atributivos
Como é comum na área, existem apenas alguns adjetivos de raiz nua em Hadza, como pakapaa 'grande'. A maioria das formas atributivas tem um sufixo com marcação numérica de gênero cruzado: -e (m.sg. e f.pl.) ou -i (f.sg. e m.pl.). Estes concordam com o substantivo que modificam. A forma -i tende a desencadear harmonia vocálica, de modo que, por exemplo, o adjetivo one- 'doce' tem as seguintes formas:
|   | sg.         | pl     |
| - | ----------- | ------ |
| m | onê (onehe) | unîbii |
| f | unîko       | onêbee |

A terminação -ko/-bee/-bii pode ser substituída pelo verbo de ligação, mas a marcação e/i misto de número-gênero permanece.
Demonstrativos, adjetivos e outros atributivos podem ocorrer antes ou depois de um substantivo, mas os substantivos só recebem suas terminações de gênero-número quando ocorrem primeiro na frase nominal: Ondoshibii unîbii 'doce cordia berries', manako unîko' ' 'carne saborosa', mas unîbii ondoshi e unîko mana. Da mesma forma, dongoko bôko mas bôko dongo 'aquelas zebras'.
Os verbos também podem ser atributivos: dluzîko akwiti 'a mulher (akwitiko) que está falando', de dlozo 'dizer'. Esta forma atributiva é usada com a cópula para formar o aspecto progressivo: dlozênee 'eu estou falando' (falante do sexo masculino), dluzîneko 'eu estou falando' (falante do sexo feminino).

#### Marcação do objeto
Os verbos podem receber até dois sufixos de objeto, para um objeto direto (OD) e um objeto indireto (IO). Estes diferem apenas no 1ex e 3sg. Os sufixos IO também são usados em substantivos para indicar posse (mako-kwa 'meu pote', mako-a-kwa 'é meu pote').
|      | sing.          | sing. | plural       | plural       |
| DO   | IO             | DO    | IO           |              |
| ---- | -------------- | ----- | ------------ | ------------ |
| 1.ex | -kwa           | -kwa  | -oba         | -ya          |
| 1.in | -kwa           | -kwa  | -ona ~ -yona | -ona ~ -yona |
| 2m   | -ena           | -ena  | -ina         | -ina         |
| 2f   | -na            | -na   | -ina         | -ina         |
| 3m   | -a ~ -ya ~ -na | -ma   | -itcha       | -itcha       |
| 3f   | -ta            | -sa   | -eta         | -eta         |

Dois sufixos de objeto só são permitidos se o primeiro (o OD) for de 3ª pessoa. Nesses casos o OD se reduz à forma do sufixo atributivo: -e (m.sg. / f.pl.) ou -i (f.sg. / m.pl.); apenas o contexto informa qual combinação de número e gênero é pretendida. Os objetos diretos do 3º singular também se reduzem a essa forma no imperativo singular; 3º-plural mudam suas vogais, mas não combinam com o singular: veja 'zebra morta' abaixo dos substantivos acima para um exemplo das formas.

### Ordem das palavras
Os fatores que governam a ordem das palavras dentro de frases nominais não são conhecidos. A ordem constituinte tende a ser SXVO (onde X é um auxiliar) para um assunto novo ou enfatizado, com o assunto recuando (XSVO, XVSO e XVOS), ou simplesmente não mencionado (XVO) quanto melhor for estabelecido. Onde contexto, semântica e os sufixos verbais não conseguem desambiguar, "verbo-substantivo-substantivo" é entendido como VSO.

## Números
O hadza não contava com numerais antes da introdução da língua suaíle. Os numerais nativos são itchâme 'um' e piye 'dois'. Sámaka 'três' é um empréstimo da língua Daatoga e osso 'quatro', bothano 'cinco' e ikhumi 'dez' são doSukuma. Aso 'muitos' é comumente usado em vez de bothano para 'cinco'. Não há maneira sistemática de expressar outros números sem usar o Suaílei.
Dorothea Bleek sugeriu que "piye" "dois" poderia ter uma fonte bantu; o mais próximo localmente em língua Nyaturu -βĩĩ. (Outras línguas bantas locais têm um l/r entre as vogais.) Sands primeiro reconheceu a semelhança de 'um' e 'dois' com o Kw'adza mencionado acima.

## Nomes de animais mortos
Hadza recebeu alguma atenção para uma dúzia de nomes 'celebratórios' (Woodburn) ou 'triunfais' (Blench) para animais mortos. Estes são usados para anunciar uma morte. Eles são (no imperativo singular):
| Animal                | Nome geral            | Nome triunfal |
| --------------------- | --------------------- | ------------- |
| zebra                 | dóngoko               | hantáyii      |
| girafa                | zzókwanako            | háwayii       |
| bufalo                | naggomako             | tíslii        |
| leopardo              | nqe, tcanjai          | henqêe        |
| leão                  | séseme                | hubuwee       |
| eland                 | khomatiko             | hubuwii}      |
| impala                | p(h)óphoko            | dlunkúwii     |
| wildebeest hartebeest | bisoko qqeleko        | zzonowii      |
| outro antílope grande | outro antílope grande | hephêe        |
| pequeno antílope      | pequeno antílope      | hingcíyee     |
| rinoceronte           | tlhákate              | hukhúwee      |
| elefante hipopotamo   | beggáuko wezzáyiko    | kapuláyii     |
| porco selvagem javali | dláha kwa'i           | hatcháyee     |
| babuíno               | neeko                 | nqokhówii     |
| avestruz              | khenangu              | hushúwee      |

As palavras são um tanto genéricas: henqêe pode ser usado para qualquer gato malhado, hushuwee para qualquer pássaro terrestre correndo. 'Leão' e 'eland' usam a mesma raiz.Blench (2008) acha que isso pode ter algo a ver com o elande ser considerado mágico na região.
Um sufixo IO pode ser usado para referenciar a pessoa que fez a morte. Compare hanta- 'zebra' com os verbos mais mundanos, qhasha 'levar' e kw- 'dar', no imperativo singular e plural (Miller 2009):
+|hanta-i-i hanta-i-ko-o  |hanta-ta-te hanta-i-kwa-te zebra-DO. 3fs-IMP zebra-DO.3fs-IO.3fs-IMP |{"Eu peguei uma zebra!"} {"Eum peguei uma z bra!"}|}}
|qhasha-i-i kw-i-ko-o |qhasha-ta-te kw-i-kwa-te |carry-DO.3fs-IMP give-DO.3fs-IO.|3fs-IMP |{"Leve isso} {"Dê-me isso!"}|}}

## Na cultura popular
- No romance de ficção científica de Peter Watts Blindsight Hadza é apresentado como a língua humana mais intimamente relacionada com a língua ancestral dos vampiros,[5] citing the debunked hypothesis that clicks are good for hunting.[6]